# 伊莉娜·斯維托莉娜
叶林娜·米哈伊利芙娜·斯维托林娜（羅馬化：Elina Mykhailivna Svitolina；1994年9月12日—），烏克蘭职业网球女运动员，2012年轉職業。她的WTA生涯最高單打排名為第3（2017年9月11日）。她的冠军头衔包括2018年WTA总决赛和三个WTA顶级巡回赛：迪拜网球锦标赛、意大利公开赛和加拿大公开赛 。斯维托丽娜在2019年的大满贯赛事中取得了最好的成绩，温布尔登锦标赛和美国公开赛都打入半决赛。2021年，斯维托丽娜在2020年夏季奧林匹克運動會網球女子單打比賽中夺得奥运会铜牌，成为首位为乌克兰赢得网球奖牌的奥运选手。
2019年《福布斯》統計收入最高的女運動員，斯維托莉娜以年收入610萬美元，排名第9名。

## WTA年終賽

### 單打
| 賽果 | 年度 | 賽事          | 場地 | 對手            | 勝方比分      |
| 冠軍 | 2018 | WTA年終總決賽 | 硬地 | 斯洛恩·斯蒂芬斯 | 3–6、6–2、6–2 |
| 亞軍 | 2019 | WTA年終總決賽 | 硬地 | 阿什莉·巴蒂     | 4-6、3-6      |

### 女子單打
| 賽果 | 年度 | 賽事       | 場地 | 對手            | 勝方比分       |
| 銅牌 | 2020 | 東京奧運會 | 硬地 | 伊莲娜·莱巴金娜 | 1–6、7–65、6–4 |

## 个人生活
Svitolina与ATP网球运动员加埃尔·蒙菲尔斯结婚。他们于2019年开始交往，于2021年4月3日宣布订婚，并于2021年7月16日结婚。Svitolina不打算在ITF的姓氏更改为Monfils，因为她是一个活跃的球员；然而，她在社交媒体个人资料中使用了“Elina Monfils”。
2022年5月15日，Svitolina和Monfils宣布他们将一起期待他们的第一个孩子，一个女孩。10月15日，他们在社交账户中宣布了女儿，Skaï Monfils，诞生。

## 外部連結
- 伊莉娜·斯維托莉娜的国际女子网球协会官方資料（英文）
- 伊莉娜·斯維托莉娜的官方资料
- Fed Cup - Player profile - Elina SVITOLINA (UKR) （页面存档备份，存于）